# Waterloo
Waterloo (Valonski: Waterlô) je grad u Belgiji u provinciji Walloon Barbant.
U 2005., preciznije 1. siječnja Waterloo je imao 29,230 stanovnika. Grad zauzima površinu od 21.03km2. To mu daje gustoću stanovnika 1,390.04 stanovnika po km2.
Četvrtina danas registriranog stanovništva nisu Belgijanci, od kojih većina radi u Bruxellesu, središtu Europske unije.
Waterloo također ima i jedno od nejvećihškola u Belgiji.

## Bitka kod Waterlooa
Najpoznatiji spomenik je Lavlji brežuljak, spomenik s Bitke kod Waterlooa (18. lipnja, 1815.) između Prvog Carstva Napoleona i Svete Alijanse (Engleska, Rusija i Prusija) pod vodstvom Grofa Wellingtona i generala von Blüchera. Obilježje bitke je lav do kojeg morate proći 216 stepenica.  